# Fitan
Fitan je tip diterpenoidnog alkana. U kontrastu sa pristanom, koji se formira dekarboksilacijom fitola, on ima jedan dodatni uljenik.
Fitanil je fiatanski supstituent. Fitanil grupe se često sreću u fosfolipidima u membranama termofilnih arheja. U ovu grupu se ubraja kaldarheol, jedinjenje koje sadrži dva kondenzovana fitanilna lanca.
On se koristi kao biomarker u studijama petroleja.

## Nezasićeni fitani
Fiten je jednostruko nezasićena verzija fitana. Fiten se takođe nalazi kao funkcionalna grupa fitil u mnogim organskim molekulima biološki važnih jedinjenja, kao što su hlorofil, tokoferol (Vitamin E) i filohinon (Vitamin K1). Fitenski alkohol je fitol.
Geranilgeranen je potpuno nezasićena forma fitana, dok se supstituent naziva geranilgeranil.